# 声音漫步
声音漫步（英語：Soundwalk）是一种专注于倾听环境声音的散步形式。20世纪70年代，该术语由作曲家默里·谢弗领导的“世界音景计划”成员提出。来自同一艺术团队的希尔德加德·韦斯特坎普，即世界声景生态学论坛（World Forum of Acoustic Ecology）的创始人，将声音漫步定义为“……任何以聆听环境为主要目的的出行。无论身处何地，这种体验都使我们敞开双耳，聆听周围的一切声音。” 
谢弗特别关注工业社会中声音景观变化对儿童的影响，以及儿童通过声音与世界的关系。 他提倡“洁耳”（即认知层面的清洁），并将声音漫步视为重新唤醒我们听觉感官、寻找我们在这个世界中存在感的重要途径。
韦斯特坎普利用声音漫步创作了多部声音艺术作品，如《蟋蟀之声》(Cricket Voice)、《穿越城市的漫步》(A Walk Through the City)、以及《森林之下》(Beneath the Forest Floor)。都是受声音漫步启发的作品。
声音漫步也被一些视觉艺术家和纪录片制作者（如珍妮特·卡迪夫）艺术媒介。2018 年，声音艺术家弗朗切斯科·焦米首次提出了“声音骑行”这一术语，其直接源自声音漫步，通过骑自行车到达更远的地点，从声音角度探索更有趣的地方。

## 其他术语
由谢弗提出的以下术语与声音漫步密切相关:
- 基调：通常指背景中常存的声音，这些声音并非因音量较低而难以察觉，而是被认知过滤掉，例如公路噪音或空调的嗡嗡声。
- 声音地标：某地的标志性声音，具有特定地点特征的声响。
- 声音信号：前景音，传递信息的声音，例如狗的叫声或闹钟，通常通过声音信号传递含义。
- 声音体：最小的可识别声学单位（通过其振幅包络识别）。
- 隐音：指声源不可见或未知的声音，同时也可指代幻听类电子音乐。

## 相关
- 声景生态学
- 幻听类电子音乐
- 声音艺术
- 森林浴